# Статеві ознаки
Статеві ознаки — ряд відмінних особливостей будови та функцій органів тіла, що визначають стать організму та пов'язані з репродукцією. Визначаються статевими хромосомами в момент запліднення. У людини статеві ознаки поділяються на первинні (будова репродуктивної системи (геніталії та гонади), формуються до народження) та вторинні (всі інші ознаки, що розрізнюють організми за статтю, формуються в пубертаті до статевої зрілості).
Структура статевих ознак закладена вже в зиготі задовго до народження. Подальший розвиток статевих ознак відбувається за участю статевих гормонів: естрогенів, прогестерону, андрогенів (таких як тестостерон).

## Первинні статеві ознаки
До первинних, або основних, статевих ознак належить будова репродуктивної системи: геніталій (зовнішніх та внутрішніх) і статевих залоз (у людини: яєчники, яєчка).

## Вторинні статеві ознаки
Вторинні статеві ознаки стосуються всіх інших ознак, що відрізняють організми за статтю (за винятком статевих залоз, що є первинними статевими ознаками). Адаптивне значення статевих ознак у тварин полягає в тому, що ці ознаки служать для залучення особин іншої статі або для боротьби за доступ до розмноження.

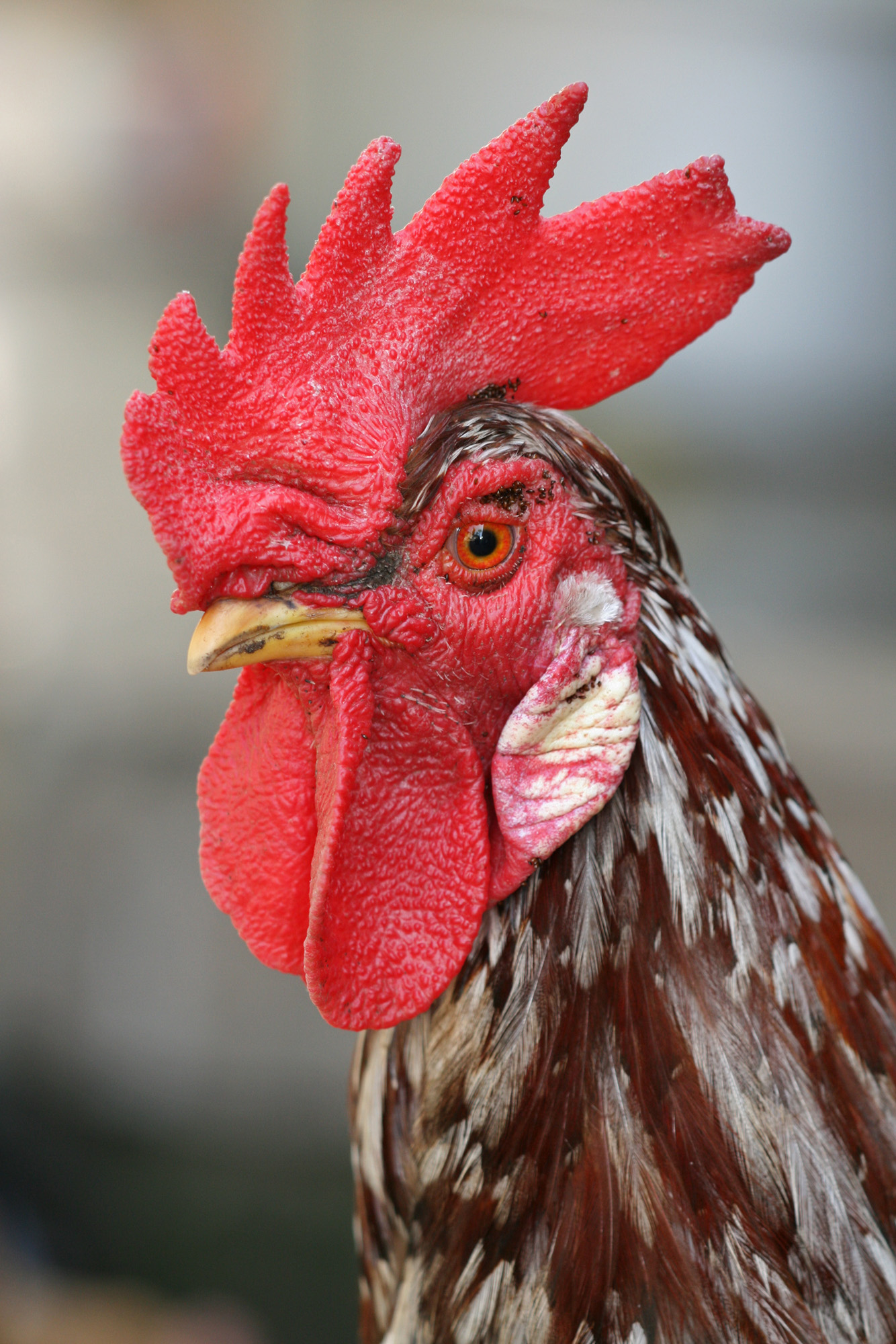
Вторинні статеві ознаки півня — гребінь, борідка, сережки

Приклади у людей: вуса, борода, кадик у чоловіків; у жінок — розвинуті молочні залози, менструальний цикл, більший розвиток жирової клітковини. Для тварин характерне яскраве оперення самців птиць, пахучі залози, добре розвинені роги, ікла у самців ссавців.
Дослідженнями з кастрації і пересадок статевих залоз показана залежність між функцією статевих залоз і розвитком статевих ознак у ссавців, птахів, земноводних і риб. Ці досліди дозволили радянському дослідникові М. М. Завадовському умовно розділити статеві ознаки на залежні (евсексуальні), які розвиваються у зв'язку з діяльністю статевих залоз, і незалежні (псевдосексуальні), розвиток яких здійснюється незалежно від функції статевих залоз. Залежні статеві ознаки в разі кастрації тварини не розвиваються. Якщо до цього моменту вони вже встигли розвинутися, то поступово вони втрачають своє функціональне значення і інколи зовсім зникають. У результаті кастрації самців і самок виходять в основному схожі форми; якщо ж такій «асексуальній» особині пересадити статеву залозу або ввести статевий гормон, то розвиваються характерні залежні статеві ознаки відповідної статі. Прикладом таких дослідів служить розвиток у кастрованої курки під впливом чоловічої статевої залози головного убору півня (гребінь, борідка, сережки), півнячого голосу, самцевої поведінки. Незалежні статеві ознаки, наприклад шпори або півняче оперення, розвиваються без участі статевих гормонів, що удалося встановити дослідами з видаленням статевих залоз: у кастрованих півнів також виявляються ці ознаки.
Окрім залежних і незалежних статевих ознак, виділяють ще групу сомосексуальних, або тканестатевих, які властиві лише одній статі, проте не залежать від функції статевих залоз; в разі кастрації статеві відмінності по цих ознаках повністю зберігаються. Ця група характерна для комах.

## Статеві ознаки у людини
Розвиток всіх статевих ознак (первинних і вторинних) у людини контролюється статевими гормонами, які продукує спочатку організм після початкової стадії плоду, коли наявність або відсутність Y-хромосоми та/або гена SRY визначає статеву диференціацію.
Хоча стать закладається в момент запліднення яйцеклітини сперматозоїдом, на ранніх стадіях розвитку плода статеві ознаки практично не помітні. Лише на третьому місяці внутрішньоутробного розвитку із загальної структури формуються чоловічі або жіночі статеві органи. Первісна структура помітна і після народження.
В період статевого дозрівання відбувається остаточний розвиток статевих органів та їх репродуктивних функцій (менструація, еякуляція). Тоді ж починають проявлятися вторинні статеві ознаки. Зазвичай, у дівчаток розвиток вторинних статевих ознак починається дещо раніше, ніж у хлопчиків, проте залежить від таких факторів, як спадковість, клімат і харчування. Прояв статевих ознак зазвичай відбувається в певному порядку.
Гормони, які виражають статеву диференціацію у людини, включають: естрогени, прогестерон, андрогени (такі як тестостерон).
| Рівень визначення                         |                               | Жінка | Чоловік |
| ----------------------------------------- | ----------------------------- | --- | --- |
| Стать (статеві хромосоми)                 | Стать (статеві хромосоми)     | ХХ-статеві хромосоми | XY-статеві хромосоми |
| Первинні статеві ознаки                   | Гонади                        | Яєчники та придатки | Яєчка |
| Первинні статеві ознаки                   | Рівні статевих гормонів       | високі естрогени та гестагени (включаючи прогестерон); низькі андрогени (включаючи тестостерон) | високі андрогени (включаючи тестостерон) |
| Первинні статеві ознаки                   | Анатомія внутрішніх геніталій | - Фаллопієві труби - Матка та шийка матки - Клітор (цибулини, ніжки та тіло) - Вагіна | - Печеристі тіла пеніса - Простата - Сім'явивідна протока - Сім'яні пухирці |
| Первинні статеві ознаки                   | Анатомія зовнішніх геніталій  | Вульва: - Зовнішні та внутрішні статеві губи - Голівка та каптур клітора - Гімен | - Пеніс - Мошонка |
| Вторинні статеві ознаки (у статево зрілих |                               | - Менструальний цикл та клімактерій - Розвинені молочні залози, збільшення грудей та ерекція сосків. - Нижчий зріст - Ширший таз - На 10-12 % менший обєм легень - Менше серце - Лікті, які надмірно розгинаються на 5–8° більше, ніж у дорослих чоловіків. - Надпліччя приблизно на 2 см довші в середньому для даного зросту. - Вищий відсоток жирової тканини в організмі - Ширші стегна у співвідношенні до талії, вузькі плечі - Відкладення жиру на стегнах, сідницях та грудях, порівняно з талією. - Лобкове оволосіння за жіночим типом (трикутнико вниз), оволосіння промежини, пахові складки, пахвове волосся - Слабке оволосіння рук та ніг - Внутрішні статеві губи можуть рости більш помітними і зазнавати змін у кольорі під впливом естрогену - Вироблення вагінального секрету | - Вищий зріст; дорослі чоловіки в середньому вищі за дорослих жінок - Вужчий таз, ширші плечі та груди - Збільшена структура черепа і кісткок - Збільшення м'язової маси та сили - Невеликий відсоток жиру в організмі - Збільшення гортані (виражений кадик) і поглиблення голосу - Оволосіння: лобок (трикутником догори), анус, пахвові западини, живіт, груди, борода, вуса - Облисіння - Підвищені виділення масляних і потових залоз. |

### Розвиток
Естроген у жінок розширює стегна, стимулює телархе, відкладання жиру на стегнах, сідницях та грудях, індукує ріст матки, проліферацію ендометрію та першу менструацію.
У чоловіків тестостерон збільшує розміри та масу м'язів, голосових зв'язок та кісток, поглиблює голос та змінює форму обличчя й скелета. Він прискорює ріст волосся на обличчі та тілі, але може сповільнити та врешті зупинити ріст волосся на голові. Високий зріст в основному є результатом пізнього статевого дозрівання та повільнішого зрощення епіфіза.
| Cтатевозріла жінка (лобкове волосся видалено) | Жіночі статеві ознаки | Чоловічі статеві ознаки | Cтатевозрілий чоловік |
| --------------------------------------------- | --- | --- | --------------------- |
|                                               | - Ріст молочних залоз - Поява гладкого лобкового волосся - Період найшвидшого зростання - Лобкове волосся міняє структуру - Поява пахвового волосся - Перша менструація (менархе) Статева зрілість настає за 4-6 років після першої менструації. | - Початок зростання яєчок - Поява волосся на лобку - Незначна зміна голосу - Перша еякуляція - Більш грубе лобкове волосся - Період найбільш швидкого зростання - Поява волосяного покриву на ногах і в пахвових западинах - Ломка голосу - Поява волосся на обличчі - Волосяний покрив на інших частинах тіла - Випадання волосся на голові |                       |

## Аномалії

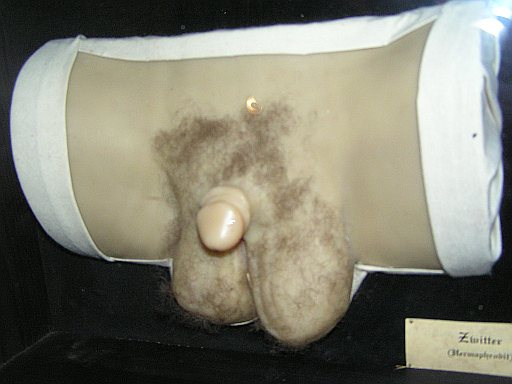
Геніталії людини з помилковим чоловічим гермафродитизмом

- Гермафродитизм — наявність у роздільностатевому організмі ознак обох статей, причому ці ознаки є неповністю розвиненими, проміжними.
- Гендерна дисфорія — первинні та вторинні статеві ознаки не співпадають з гендерною ідентичністю.